# تشامبرلين أوجوتشي
تشامبرلين أوجوتشي (بالإنجليزية: Chamberlain Oguchi) مواليد 28 أبريل 1986 في هيوستن، هو لاعب كرة سلة نيجيري. بدأ مسيرته الاحترافية في سنة 2009. يبلغ طوله 6 قدم 6 بوصة (2.0 م). مثّل منتخب بلاده. شارك في دورة الألعاب الأولمبية الصيفية سنة 2012. حقق المركز الأول في بطولة أمم أفريقيا لكرة السلة 2015.

## سجل المنافسة
شارك في المنافسات التالية:
- الألعاب الأولمبية الصيفية 2012
- الألعاب الأولمبية الصيفية 2016

## الميداليات
| الميدالية | المسابقة                          |
| --------- | --------------------------------- |
| ذهبية     | بطولة أمم أفريقيا لكرة السلة 2015 |
| برونزية   | بطولة أمم أفريقيا لكرة السلة 2005 |

## روابط خارجية
- تشامبرلين أوجوتشي على موقع الاتحاد الدولي لكرة السلة (الإنجليزية)
- تشامبرلين أوجوتشي على موقع سبورتس رفرنس (الإنجليزية)
- تشامبرلين أوجوتشي على موقع الدوري الإسباني لكرة السلة (الإسبانية)
- تشامبرلين أوجوتشي على موقع كرة السلة الأوروبية.كوم (الإنجليزية)
- تشامبرلين أوجوتشي على موقع DraftExpress.com (الإنجليزية)
- تشامبرلين أوجوتشي على موقع كلية كرة السلة في سبورتس رفرنس.كوم (الإنجليزية)
- تشامبرلين أوجوتشي على موقع ريلجم (الإنجليزية)
- تشامبرلين أوجوتشي على موقع سبورتس رفرنس (الإنجليزية)
- تشامبرلين أوجوتشي على موقع سبورتس رفرنس (الإنجليزية)
- تشامبرلين أوجوتشي على موقع أوليمبيديا (الإنجليزية)